# Embolsamiento

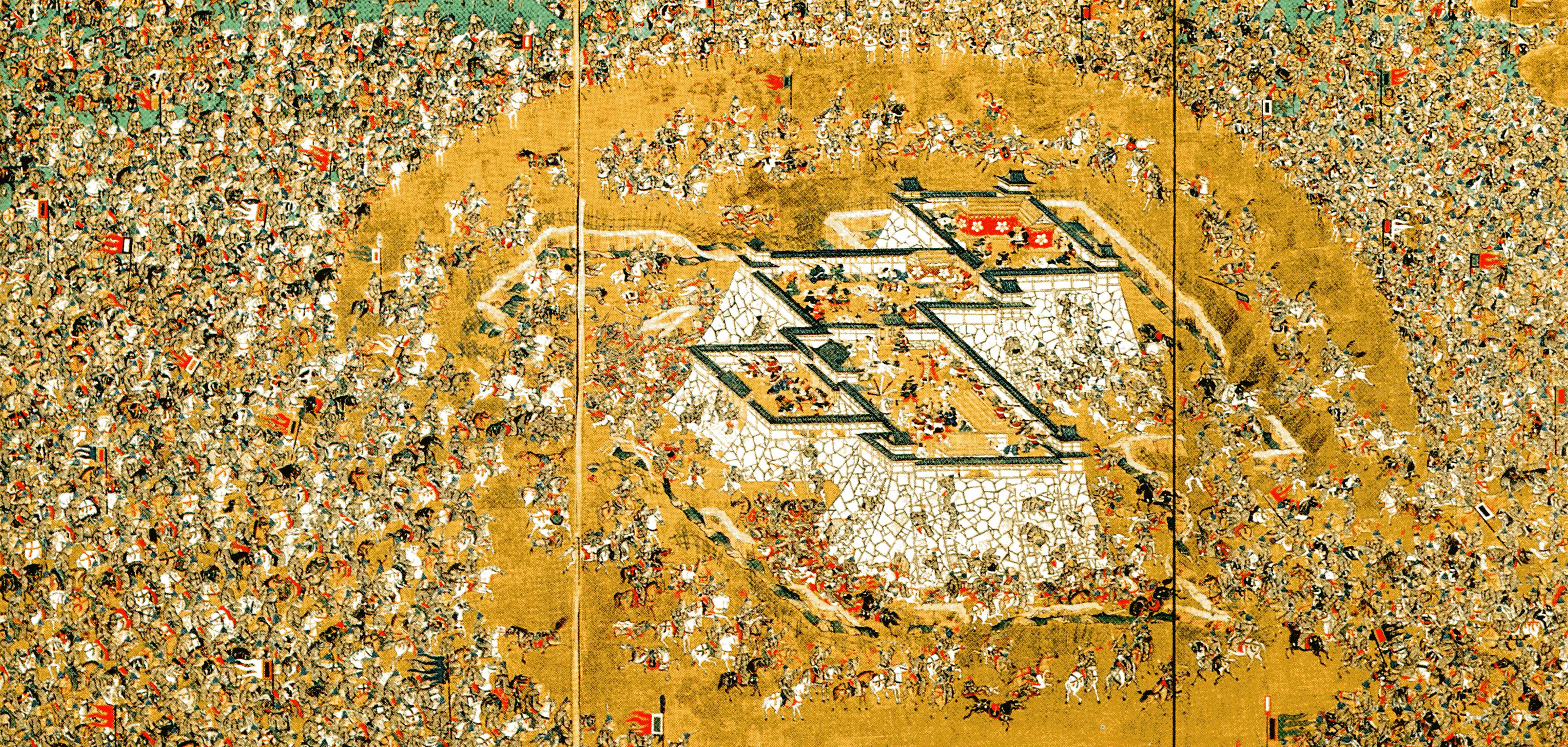
El embolsamiento de Invasiones japonesas de Corea (1592-1598).

Embolsamiento es un término militar referido a la acción de aislar y rodear la totalidad o una parte de una fuerza o un objetivo por fuerzas enemigas. El vocablo alemán para esto es Kesselschlacht («batalla calderón»); en inglés es Encirclement o la idea equivalente de estar «en el saco».
Esta situación es terriblemente peligrosa para la fuerza embolsada o rodeada: a un nivel estratégico, porque no puede recibir suministros o refuerzos, y a nivel táctico, porque las unidades en la fuerza pueden estar sometidas a un ataque desde distintos lados. Finalmente, puesto que la fuerza no puede retirarse, a menos que sea relevado o pueda romper el cerco, debe o bien luchar hasta la muerte o bien rendirse.
El embolsamiento ha sido usado a través de los siglos por los líderes militares, incluyendo generales como Alejandro Magno, Jalid Ibn Al Walid, Aníbal, Sun Tzu, Shaka Zulú, Wallenstein, Napoleón, Moltke, Heinz Guderian, von Rundstedt, von Manstein, Zhúkov, y Patton. Sun Tzu sugiere que un ejército no debería quedar completamente embolsado, sino que se le debe dar algo de espacio para huir, para impedir que los hombres del ejército rodeado eleven su moral y luchen hasta la muerte –- una situación mejor sería que ellos consideraran la posibilidad de una retirada. Ejemplos de esto pueden ser las batallas de Dunquerque, en 1940, y la bolsa de Falaise en 1944.
La principal forma de embolsamiento, la «doble pinza», es ejecutada mediante ataques por los flancos de una batalla, donde las fuerzas móviles de la época, como la infantería ligera, caballería, carros de combate, o TBP intentan forzar una ruptura para utilizar su velocidad para unirse por detrás de la fuerza del enemigo, y completar el «anillo», mientras que la principal fuerza enemiga queda detenida a través de ataques a fondo. El embolsamiento del Sexto Ejército Alemán en la batalla de Stalingrado en 1942 es un ejemplo típico de esto. 
Si hay un obstáculo natural, como el océano o montañas en un lado del campo de batalla, sólo se necesita una pinza («pinza simple»), debido a que la función del segundo brazo es asumido por el obstáculo natural. El ataque alemán en las tierras bajas de Francia en 1940 es un ejemplo típico de esto. 
Un tercer tipo, y más raro, de embolsamiento puede seguir a un gran avance en una zona del frente enemigo, y explotándolo con fuerzas móviles, divergiendo en dos o más direcciones detrás de las líneas enemigas. Un completo embolsamiento rara vez sigue a esto, pero la mera amenaza entorpece gravemente las opciones de los defensores. Este tipo de pauta de ataque era una pieza central en las operaciones de guerra relámpago. Por la dificultad extrema de esta operación, sólo puede ejecutarse si la fuerza ofensiva tiene una vasta superioridad, bien en tecnología, organización o por mera superioridad numérica. La campaña Barbarroja de 1941 vio algunos ejemplos de esto. 
El peligro para la fuerza de embolsamiento es que, de hecho, queda cortada de su base logística; si la fuerza rodeada es capaz de mantenerse firme, o conservar una ruta de abastecimiento, la fuerza que embolsa puede quedar confusa (por ejemplo, «Empuje hasta la alambrada» de Rommel en 1941) o ser exhaustivamente destruida (como durante la campaña de Birmania, en 1944).
Un tipo especial de embolsamiento es el asedio. En este caso, la fuerza embolsada voluntariamente permite que pase esto en una fortaleza donde abastecimientos de larga duración y construcciones defensivas están en el lugar, lo que les permite rechazar los ataques. Los asedios han tenido lugar prácticamernte en todas las épocas de la historia militar.
Ejemplos de batallas de embolsamiento:
- Batalla de las Termópilas (480 a. C.)
- Batalla de Cannae (216 a. C.)
- Batalla de Walaja (633 AD)
- Batalla de Fraustadt (1706)
- Batalla de Isandhlwana (1879)
- Batalla de Tannenberg (1914)
- Batalla de Magdhaba (1916)
- Batalla de Rafa (1916)
- Primera batalla de Gaza (1917)
- Batalla de Beerseba (1917)
- Batalla de Megiddo (1918)
- Batalla de Suomussalmi (1939-1940)
- Batalla de Kiev (1941)
- Batalla de Smolensko (1941)
- Batalla de Stalingrado (1942-1943)
- Batalla de Korsun-Cherkasy (1944)
- Batalla de Misrata (2011)